# Aldealices
Aldealices ist ein Ort und eine zur bevölkerungsarmen Serranía Celtibérica gehörende Gemeinde (municipio) mit nur noch 20 Einwohnern (Stand: 2024) in der Provinz Soria im Osten der autonomen Gemeinschaft Kastilien-León in Spanien. 

## Lage
Aldealices liegt ca. 20 Kilometer (Fahrtstrecke) nordöstlich der Provinzhauptstadt Soria in einer Höhe von ca. 1135 m. Das Klima ist gemäßigt bis warm; Regen  (ca. 682 mm/Jahr) fällt hauptsächlich im Winterhalbjahr.

## Bevölkerungsentwicklung
| Jahr      | 1970 | 1981 | 1991 | 2001 | 2011 | 2021 |
| Einwohner | 57   | 40   | 38   | 28   | 25   | 29   |

## Sehenswürdigkeiten
- Magdalenenkirche